# Elvin Ottoson

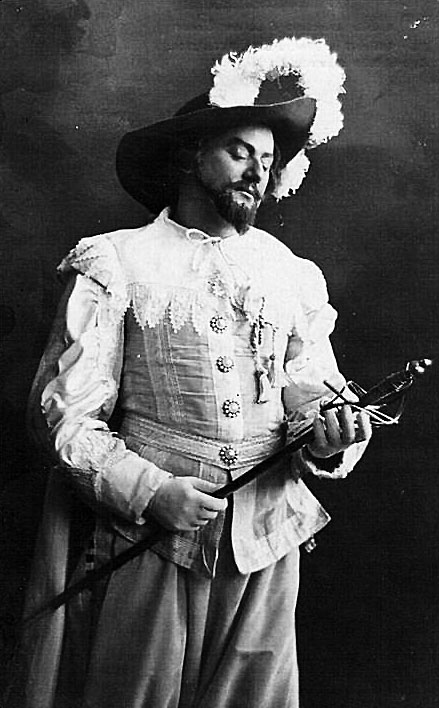
Como Don Cesar en la opereta del mismo nombre

Elvin Ottoson (14 de abril de 1880 – 22 de noviembre de 1950) fue un tenor de opereta, actor y director teatral y cinematográfico de nacionalidad sueca.

## Biografía
Su nombre completo era Elvin Henrik Ottoson, y nació en Copenhague, Dinamarca. Se graduó en Lund en 1899, tras lo cual hizo un viaje de estudios por Austria, Alemania, Francia y Dinamarca. Tras un período trabajando como funcionario bancario, debutó en el Frederiksbergs teater de Copenhague. 
En la temporada 1908–1909 trabajó en la compañía de operetas de Anton Salmson, en 1909–1910 actuó en el Operett-teatern de Estocolmo, en 1910–1913 actuó para Albert Ranft, y en 1913–1926 para el Teatro Oscar. 
En 1926 viajó con una gira propia, y desde 1926 a 1927 dirigió el Södra folkparken de Estocolmo. En 1928 dirigió el Utställningsteatern de Jönköping, en 1931–1932 trabajó en el Odeonteatern de Estocolmo dirigido por Oskar Textorius, en 1933–1935 pasó de nuevo al Teatro Oscar bajo dirección de Hjalmar Lundholm, en 1935–1936 estuvo en el Stora Teatern de Gotemburgo, y entre 1942 y 1944 en el Hippodromteatern de Malmö. A lo largo de su carrera trabajó también en Suecia, Noruega y Finlandia.
Ottoson actuó también en varias producciones cinematográficas suecas, y escribió el libro Minns du det än: ett avsnitt ur operettens historia (1941), además de guías para hacer teatro de aficionados.
Elvin Ottoson falleció en Estocolmo, Suecia, en el año 1950. Desde 1921 había estado casado con la actriz Märta Ottoson.

## Filmografía
- 1913 : Filmdrottningen
- 1923 : Hemslavinnor
- 1932 : Landskamp
- 1937 : Skicka hem nr. 7
- 1939 : Skanör-Falsterbo
- 1940 : En sjöman till häst
- 1940 : Blyge Anton
- 1941 : Uppåt igen
- 1941 : Ung dam med tur
- 1941 : Snapphanar
- 1941 : Lasse-Maja
- 1942 : Stinsen på Lyckås
- 1942 : Tre skojiga skojare
- 1942 : Tre glada tokar
- 1942 : Sol över Klara
- 1943 : Livet på landet
- 1943 : I brist på bevis
- 1945 : Sten Stensson kommer till stan
- 1948 : Banketten
- 1950 : Kyssen på kryssen
- 1950 : Fästmö uthyres
- 1950 : Kvartetten som sprängdes

## Teatro

### Actor
- 1909 : H.K.H., de Léon Xanrof, Ivan Caryll y Jules Chancel, Operett-teatern[2]
- 1915 : Madame Szibill, de Victor Jacobi, dirección de Oskar Textorius, Teatro Oscar[3]
- 1917 : La princesa gitana, de Emmerich Kálmán, Leo Stein y Béla Jenbach, dirección de Oskar Textorius, Teatro Oscar[4]
- 1917 : Das Dreimäderlhaus, de Alfred Maria Willner, Heinz Reichert, Franz Schubert y Heinrich Berté, Teatro Oscar[5]
- 1917 : Kejsarinnan Maria Théresia, de Leo Fall, Julius Brammer y Alfred Grünwald, dirección de Oskar Textorius, Teatro Oscar[6]
- 1919 : Mr Jack, de Anders Eje y Fred Winter, dirección de Carl Barcklind, Teatro Oscar[7]
- 1920 : En balnatt, de Oscar Straus, Leopold Jacobson y Robert Bodanzky, dirección de Elvin Ottoson, Teatro Oscar[8]
- 1921 : Don Cesar, de Rudolf Dellinger y Oscar Walther, dirección de Albert Ranft y Elvin Ottoson, Stora Teatern[9]
- 1921 : Damen i hermelin, de Jean Gilbert, Rudolph Schanzer y Ernst Welisch, dirección de Carl Barcklind, Teatro Oscar[10]
- 1921 : El estudiante mendigo, de Carl Millöcker, Richard Genée y Camillo Walzel, dirección de Elvin Ottoson, Teatro Oscar[11]
- 1922 : Lucullus, de Jean Gilbert, Rudolf Schanzer y Ernst Welisch, dirección de Carl Barcklind, Teatro Oscar[12]
- 1923 : El conde de Luxemburgo, de Franz Lehár, Alfred Maria Willner y Robert Bodansky, dirección de Nils Johannisson, Teatro Oscar[13]
- 1923 : Katja, de Jean Gilbert, Leopold Jacobson y Rudolph Österreicher, dirección de Nils Johannisson, Teatro Oscar[14]
- 1923 : Madame Pompadour, de Rudolf Schanzer, Ernst Welisch y Leo Fall, dirección de Nils Johannisson, Teatro Oscar[15]
- 1923 : Gri-Gri, de Paul Lincke, Heinrich Bolten-Baeckers y Jules Chancel, dirección de Elvin Ottoson, Teatro Oscar[16]
- 1924 : Rajhan, de Anders Eje y Fred Winter, dirección de Nils Johannisson, Teatro Oscar[17]
- 1924 : Operettprinsessan, de Richard Kessler, Will Steinberg y Walter Brommé, dirección de Nils Johannisson, Teatro Oscar[18]
- 1924 : Kvinnan i purpur, de Jean Gilbert, Leopold Jacobson y Rudolf Oesterreicher, dirección de Nils Johannisson, Teatro Oscar[19]
- 1925 : Nattens drottning, de Franz Arnold, Ernst Bach y Walter Kollo, dirección de Valdemar Dalquist, Vasateatern[20]
- 1925 : Damerna från Olympen, de Rudolf Schanzer, Ernst Welisch y Rudolf Lewysohn, dirección de Nils Johannisson, Teatro Oscar[21]
- 1927 : När oskulden sover, de Johann Strauss II, Oskar Friedman y Fritz Lunzer, dirección de Thure Alfe, Södra Teatern[22]
- 1931 : Viktorias husar, de Paul Abraham, Emmerich Földes, Alfred Grünwald y Fritz Löhner-Beda, dirección de Oskar Textorius, Odeonteatern de Estocolmo y gira
- 1932 : La flor de Hawái, de Paul Abraham, Alfred Grünwald y Fritz Löhner-Beda, dirección de Oskar Textorius, Odeonteatern[23]
- 1933 : Nymånen, de Oscar Hammerstein, Laurence Schwab, Frank Mandel y Sigmund Romberg, dirección de Harry Stangenberg, Teatro Oscar[24]
- 1934 : Paganini, de Paul Kneppler, Beda Jenbach y Franz Lehár, dirección de Harry Stangenberg, Teatro Oscar[25]
- 1934 : Lilla helgonet, de Florimond Hervé, Henri Meilhac y Albert Millaud, dirección de Nils Johannisson, Teatro Oscar[26][27]
- 1934 : Das Dreimäderlhaus, de Alfred Maria Willner, Heinz Reichert, Franz Schubert y Heinrich Berté, dirección de Nils Johannisson, Teatro Oscar[28]
- 1934 : En kvinna som vet vad hon vill, de Louis Verneuil, Alfred Grünwald y Oscar Straus, dirección de Nils Johannisson, Teatro Oscar[29]

### Director
- 1918 : Den hemliga agenten y Der verliebte Herzog, de Jean Gilbert, Georg Okonkowski y Hans Bachwitz, Teatro Oscar
- 1919 : Nya syndafallet, de Otto Hellkvist y Berndt Carlberg, Teatro Oscar
- 1919 : Lille hertigen y Le petit duc, de Charles Lecocq, Henri Meilhac y Ludovic Halévy, Teatro Oscar
- 1920 : Den skönaste av alla, de Jean Gilbert y Georg Okonkowski, Teatro Oscar
- 1920 : En balnatt y Eine Ballnacht, de Oscar Straus, Leopold Jacobson y Robert Bodanzky, Teatro Oscar
- 1920 : Don Cesar, de Rudolf Dellinger y Oscar Walther, Teatro Oscar, dirección junto a Albert Ranft
- 1921 : Surcouf, de Robert Planquette y Henri Chivot, Teatro Oscar
- 1921 : El estudiante mendigo y Der Bettelstudent, de Karl Millöcker, Richard Genée y Friedrich Zell, Teatro Oscar
- 1922 : Kusinen från Batavia y Der Vetter aus Dingsda, de Eduard Künneke, Herman Haller y Fritz Oliven, Teatro Oscar
- 1923 : Gri-Gri, de Heinrich Bolten-Baeckers, Jules Chancel y Paul Lincke, Teatro Oscar